# Republiek China op de Olympische Zomerspelen 1948
De Republiek China nam deel aan de Olympische Zomerspelen 1948 in Londen, Engeland. Het was voor het laatst dat de republiek deelnam terwijl het het gezag over het vasteland van China uitoefende.

## Deelnemers en resultaten

### Atletiek
| Olympiër         | Discipline      | Resultaat | Prestatie            |
| ---------------- | --------------- | --------- | -------------------- |
| Chen Yinglang    | 400m (m)        | 37e       | serie 1: 3de in 50,9 |
| Luo Wenao        | 5000m (m)       | series    | serie 2: 8ste        |
| Luo Wenao        | 10000m (m)      | 17e       | 32.56,0              |
| Huang Liangzheng | 400m horden (m) | 23e       | serie 5: 4de in 57,7 |
| Luo Wenao        | marathon (m)    | DNF       | niet gefinisht       |

### Basketbal
| Olympiër | Discipline | Resultaat | Prestatie |
| --- | ---------- | --------- | --- |
| Chia Chungchang Chua Bonhua Kya Iskyun Edward Lee Lee Tsuntung John Pao Wee Tian Siak Wu Chengzhang Yee Jin Yu Saichang | mannen     | 18e       | groep B: 4de V van Chili: 39-44 W van België: 36-34 W van Zuid-Korea: 49-48 V van Filipijnen: 32-51 W van Irak: 125-25 17-23ste plek: W van Zwitserland: 42-34 17-20ste plek: W van Groot-Brittannië: 54-25 17-18de plek: V van Italië: 38-54 |

| Groep B |                 |             |             |             |            |            |            |        |
| #       | Land            | Wedstrijden | Wedstrijden | Wedstrijden | Doelpunten | Doelpunten | Doelpunten | Punten |
| #       | Land            | G           | W           | V           | V          | T          | Saldo      | Punten |
| 1       | Zuid-Korea      | 5           | 3           | 2           | 258        | 152        | +106       | 8      |
| 2       | Chili           | 5           | 3           | 2           | 269        | 162        | +107       | 8      |
| 3       | België          | 5           | 3           | 2           | 234        | 156        | +78        | 8      |
| 4       | Republiek China | 5           | 3           | 2           | 281        | 202        | +79        | 8      |
| 5       | Filipijnen      | 5           | 3           | 2           | 261        | 200        | +61        | 8      |
| 6       | Irak            | 5           | 0           | 5           | 113        | 545        | -432       | 5      |

| Ronde         | Plaats          | Land   | Score            | Land |
| ------------- | --------------- | ------ | ---------------- | ---- |
| Groepsfase    |                 |        |                  |      |
| Londen        | Republiek China | 39-44  | Chili            |      |
| Londen        | Republiek China | 36-34  | België           |      |
| Londen        | Republiek China | 49-48  | Zuid-Korea       |      |
| Londen        | Republiek China | 32-51  | Filipijnen       |      |
| Londen        | Republiek China | 125-25 | Irak             |      |
| 17-23ste plek |                 |        |                  |      |
| Londen        | Republiek China | 42-34  | Zwitserland      |      |
| 17-20ste plek |                 |        |                  |      |
| Londen        | Republiek China | 54-25  | Groot-Brittannië |      |
| 17-18de plek  |                 |        |                  |      |
| Londen        | Republiek China | 38-54  | Italië           |      |

### Voetbal
| Olympiër | Discipline | Resultaat | Prestatie                                      |
| --- | ---------- | --------- | ---------------------------------------------- |
| Chang King Hai Chang Pang Rum Chau Man Chi Chia Boon Leong Chu Wing Keong Hau Yung Sang Ho Ying Fun Lau Chung Sang Li Tai Fai Nien Sze Shing Sung Ling Sing | mannen     | 9e        | voorronde: vrij 1ste ronde: V van Turkije: 0-4 |

### Wielersport
| Olympiër    | Discipline | Resultaat | Prestatie                          |
| ----------- | ---------- | --------- | ---------------------------------- |
| Howard Wing | sprint (m) | 23e       | 1ste ronde: V van BEL Van de Velde |

### Zwemmen
| Olympiër   | Discipline          | Resultaat | Prestatie |
| ---------- | ------------------- | --------- | --------- |
| Wu Chuanyu | 100m vrije slag (m) | 32e       | 1.03,5    |

Afghanistan · Argentinië · Australië · België · Bermuda · Birma · Brazilië · Brits-Guiana · Canada · Ceylon · Chili · Colombia · Cuba · Denemarken · Egypte · Filipijnen · Finland · Frankrijk · Griekenland · Groot-Brittannië · Hongarije · Ierland · IJsland · India · Irak · Iran · Italië · Jamaica · Joegoslavië · Libanon · Liechtenstein · Luxemburg · Malta · Mexico · Monaco · Nederland · Nieuw-Zeeland · Noorwegen · Oostenrijk · Pakistan · Panama · Peru · Polen · Portugal · Puerto Rico · Republiek China · Singapore · Spanje · Syrië · Trinidad en Tobago · Tsjecho-Slowakije · Turkije · Uruguay · Venezuela · Verenigde Staten · Zuid-Afrika · Zuid-Korea · Zweden · Zwitserland